# 25 مارس
- السبت
- الأحد
- الاثنين
- الثلاثاء
- الأربعاء
- الخميس
- الجمعة

- 11 رمضان 1446  هـ
- 22 رمضان 1446  هـ
- 33 رمضان 1446  هـ
- 44 رمضان 1446  هـ
- 55 رمضان 1446  هـ
- 66 رمضان 1446  هـ
- 77 رمضان 1446  هـ
- 88 رمضان 1446  هـ
- 99 رمضان 1446  هـ
- 1010 رمضان 1446  هـ
- 1111 رمضان 1446  هـ
- 1212 رمضان 1446  هـ
- 1313 رمضان 1446  هـ
- 1414 رمضان 1446  هـ
- 1515 رمضان 1446  هـ
- 1616 رمضان 1446  هـ
- 1717 رمضان 1446  هـ
- 1818 رمضان 1446  هـ
- 1919 رمضان 1446  هـ
- 2020 رمضان 1446  هـ
- 2121 رمضان 1446  هـ
- 2222 رمضان 1446  هـ
- 2323 رمضان 1446  هـ
- 2424 رمضان 1446  هـ
- 2525 رمضان 1446  هـ
- 2626 رمضان 1446  هـ
- 2727 رمضان 1446  هـ
- 2828 رمضان 1446  هـ
- 2929 رمضان 1446  هـ
- 301 شوال 1446  هـ
- 312 شوال 1446  هـ
- 13 شوال 1446  هـ
- 24 شوال 1446  هـ
- 35 شوال 1446  هـ
- 46 شوال 1446  هـ

25 مارس أو 25 آذار أو يوم 25 \ 3 (اليوم الخامس والعشرون من الشهر الثالث) هو اليوم الرابع والثمانون (84) من السنة البسيطة، أو اليوم الخامس والثمانون (85) من السنوات الكبيسة وفقًا للتقويم الميلادي الغربي (الغريغوري). يبقى بعده 281 يوما لانتهاء السنة.

## أحداث
- 421 - تأسيس مدينة البندقية في الساعة الثانية عشر ظهرا، وفقا للأسطورة.
- 818 - اندلاع ثورة أهل الربض في قرطبة ضد الأمير الحكم بن هشام.
- 1199 - إصابة ملك إنجلترا ريتشارد الأول أثناء محاربته لفرنسا مما أدى لوفاته في 6 أبريل.
- 1306 - روبرت بروس يصبح ملكًا على اسكتلندا تحت اسم روبرت الأول.
- 1409 - افتتاح مجمع بيزا الكنسي.
- 1555 - تأسيس مستعمرة بلنسية الأمريكية والتي تعرف في الوقت الحاضر باسم فنزويلا.
- 1584 - منح السير والتر رالي براءة اختراع لاستعمار ولاية فرجينيا.
- 1634 - وصول أول المستوطنين في ولاية ماريلند.
- 1655 - اكتشاف أكبر أقمار زحل، ألا وهو تيتان، من قبل كريستيان هوغنس.
- 1802 - توقيع «معاهدة أميان للسلام» بين فرنسا وبريطانيا العظمى وأيرلندا.
- 1811 - طرد الشاعر الإنجليزي بيرسي بيش شيلي من جامعة أكسفورد لنشره كتيب عن ضرورة الإلحاد.
- 1821 - الإعلان عن استقلال اليونان.
- 1865 - نشوب الحرب الأهلية الأمريكية في ولاية فرجينيا، حيث قامت قوات الولايات الكونفدرالية الأمريكية بالسيطرة مؤقتا على حصن ستيدمان من الاتحاد.
- 1914 - تأسيس نادي أريس الرياضي في سالونيك باليونان.
- 1918 - تأسيس الجمهورية الشعبية البيلاروسية، والتي دعيت فيما بعد بيلاروسيا.
- 1924 - إسكندر ببانستاسيو يعلن قيام الجمهورية اليونانية الثانية.
- 1964 - إنشاء إذاعة القرآن الكريم في مصر.
- 1965 إعادة انتخاب جمال عبد الناصر رئيسًا للجمهورية العربية المتحدة لولاية ثانية بعد استفتاء في البلاد.
- 1969 - المظاهرات تجبر رئيس باكستان محمد أيوب خان على الاستقالة.
- 1972 - منتخب الكويت لكرة القدم يفوز بكأس بطولة الخليج لكرة القدم الثانية والتي أقيمت في المملكة العربية السعودية.
- 1974 - تسجيل براءة الاختراع البطاقة الذكية بواسطة رولاند مورينو
- 1975 - اغتيال الملك فيصل بن عبد العزيز آل سعود ملك السعودية في مكتبه على يد فيصل بن مساعد بن عبد العزيز آل سعود، وولي العهد الأمير خالد بن عبد العزيز آل سعود يتولى الحكم خلفًا له.
- 2005 - مسبار هيغنز يحط على تيتان، وهو أول مسبار يحط فيه.
- 2011 - تنصيب البطريرك الماروني المنتخب بشارة بطرس الراعي بطرياركًا على كرسي أنطاكية وسائر المشرق.
- 2015 - عالما الرياضيَّات جون فوربس ناش الابن ولويس نبيرغ يفوزان بجائزة أبيل مُناصفةً لعملهما على المُعادلات التفاضُليَّة الجُزئيَّة.
- 2019 -
  - الإعلان عن استحواذ أوبر على شركة كريم بصفقة تقدر بـ3.1 مليار دولار.
  - الرئيس الأمريكي دونالد ترامب يُوقِّعُ قرارًا رئاسيًّا تعترف الولايات المتحدة بِمُوجبه بأنَّ هضبة الجولان جزءٌ من إسرائيل، وسط اعتراضٍ لهيئة الأمم المتحدة والدُول العربيَّة.
- 2024 - بشيرو جمعة فاي يصبح رئيساً للسنغال بعد فوزه في الانتخابات الرئاسية.

## مواليد
- 1800 - ناصيف اليازجي، شاعر لبناني.
- 1911 - جاك روبي، قاتل لي هارفي أوزوالد المتهم الرئيسي بمقتل الرئيس الأمريكي جون كينيدي.
- 1913 - محمد حامد أبو النصر، المرشد الرابع لجماعة الإخوان المسلمون.
- 1914 - نورمان بورلوج، مهندس زراعي أمريكي حاصل على جائزة نوبل للسلام عام 1970.
- 1934 - نضال الأشقر، ممثلة لبنانية.
- 1937 - هيديكاتسو شيباتا، ممثل أداء صوتي ياباني.
- 1938 - مجيد طوبيا، أديب مصري.
- 1940 - محيي الدين اللباد، رسام وفنان تشكيلي مصري.
- 1942 - أريثا فرانكلين، مغنية الولايات المتحدة.
- 1946 - دانيال بن سعيد، فيلسوف فرنسي.
- 1947 -
  - إبراهيم الجعفري، رئيس وزراء العراق.
  - إلتون جون، مغني إنجليزي.
- 1954 - محمد ثروت، مغني وممثل مصري.
- 1956 - حسين الشريف، ممثل مصري.
- 1960 - بريندا سترونغ، ممثلة أمريكية.
- 1962 - مارشا كروس، ممثلة أمريكية.
- 1965 - سارة جيسيكا باركر، ممثلة أمريكية.
- 1976 - جاي مايكل تاتوم، ممثل أداء صوتي أمريكي.
- 1987 - فيكتور نسوفور أوبينا، لاعب كرة قدم نيجيري.
- 1989 - سكوت سينكلير، لاعب كرة قدم إنجليزي.
- 1991 - سايشل غابرييل، ممثلة أمريكية.
- 1992 - إسراء الزعبي، مذيعة أردنية.

## وفيات
- 1914 - فردريك ميسترال، شاعر وكاتب مسرحي فرنسي حاصل على جائزة نوبل في الأدب عام 1904.
- 1956 - محمد جواد مطر، فقيه وشاعر وكاتب عراقي.
- 1974 - محيي الدين الصفدي، شاعر وكاتب مسرحي فلسطيني.
- 1975 - فيصل بن عبد العزيز آل سعود، ثالث ملوك السعودية.
- 1980 - رولان بارت، فيلسوف فرنسي.
- 1992 - تحية محمد كاظم، سيدة أولى مصرية، وزوجة جمال عبد الناصر .
- 2012 - أنطونيو تابوكي، كاتب إيطالي.
- 2020 - جمال الدين عمر، عسكري وسياسي سوداني.
- 2022 -
  - أحمد حلاوة، ممثل مصري.
  - رضا براهني، كاتب وشاعر إيراني.

## أعياد ومناسبات
- يوم الجالية العربية في البرازيل
- عيد البشارة في المسيحية.
- عيد الاستقلال في اليونان.
- يوم الحرية في بيلاروسيا.
- عيد الأم في سلوفينيا.

## وصلات خارجية
- النيويورك تايمز: حدث في مثل هذا اليوم.
- BBC: حدث في مثل هذا اليوم.